# Plume
Plume（プリュム）は、女性声優の河原木志穂・水野愛日・遠藤綾からなる声優ユニット。

## 概要
- 自主制作CDのリリース、ステージ、ネットラジオなどの活動をしている。2007年12月8日にはライブイベントにてランティスと契約したことを発表した。

## メンバー
- 河原木志穂（愛称：しほりゅむ）
- 水野愛日（愛称：まなびりゅむ）
- 遠藤綾（愛称：あやりゅむ）

## ディスコグラフィ

### シングル
| 枚           | 発売日        | タイトル            | 規格品番     | オリコン 最高位 |
| インディーズ | インディーズ  | インディーズ        | インディーズ | インディーズ    |
| ------------ | ------------- | ------------------- | ------------ | --------------- |
| 1st          | 2007年7月30日 | Plume in Wonderland |              | -               |
| 2nd          | 2007年12月8日 | Story               |              | -               |
| メジャー     |               |                     |              |                 |
| 1st          | 2008年5月9日  | 君と夢とアンブレラ  | LACM-4467    | 171位           |

## 出演

### インターネットラジオ
- Plume物語 〜お茶の時間〜（2006年 - 2008年、アニたま電波局）
- Plume物語 〜Royal Plume Tea〜（2007年 - 2008年、ランティスネットラジオ）

## 関連ユニットplume petite
plume petiteは、女性声優の河原木志穂・水野愛日からなる声優ユニット。

### ディスコグラフィ
| 枚  | 発売日         | タイトル | 規格品番 |
| --- | -------------- | -------- | -------- |
| 1st | 2010年10月24日 | momo     |          |